# Nobody Loves You (When You're Down and Out)
Nobody Loves You (When You're Down and Out) est une chanson écrite par John Lennon, sortie sur son album Walls and Bridges en 1974.
La chanson est incluse sur la compilation Menlove Ave. (1986), dans les coffrets Lennon (1990) et John Lennon Anthology (1998), et sur la compilation de deux disques sortie en 2005 Working Class Hero: The Definitive Lennon ainsi que dans le coffret Gimme Some Truth (2010).

## Paroles et musique
Lennon a écrit « Nobody Loves You (When You're Down and Out) » au début de son « week-end perdu », nom qu'il donne à son séjour à Los Angeles lors de sa séparation d'avec sa femme Yoko Ono,. La chanson reflète la dépression et la solitude qu'il ressent pendant cette période. Lennon en enregistre une démo acoustique dès le mois d'octobre 1973. Outre sa séparation d'avec Yoko Ono, les paroles sont aussi influencées par sa déception face à l'accueil négatif de son travail par les critiques et le public, et par son sentiment d'avoir été trompé par l'industrie musicale. Diverses lignes pourraient être considérées comme des réponses cyniques à son public, à Yoko Ono, ou aux critiques musicaux. En réponse à la question de savoir s'il aime quelqu'un, le chanteur répond « c'est du showbiz »,. Les paroles semblent également exprimer le ressentiment de Lennon face au fait d'être celui qui doit éveiller les gens à ce qui se passe, et de n'être quand même pas apprécié, avec des paroles sur la façon dont il était « passé de l'autre côté » et « vous a tout montré »,.
Les lignes sur la traversée de l'eau pour voir « des sorciers borgnes » peuvent faire référence à la désillusion de Lennon avec le Maharishi ou à son succès partiel avec Arthur Janov. La chanson se termine cyniquement, avec la phrase « Tout le monde vous aime quand vous êtes à six pieds sous terre »,. Une autre ligne qui s'ajoute au cynisme de la chanson est « Je te gratterai le dos et tu poignardera le mien »,.
Les auteurs Ken Bielen et Ben Urish décrivent la voix de Lennon dans la chanson comme étant « rauque », affirmant que la production contribue à donner « une ambiance aliénée à sa performance vocale léthargique (mais pas terne) ». Ils affirment également que la section de cuivres s'ajoute à « l'épais couvert musical », tout comme le solo de guitare de Jesse Ed Davis, qu'ils comparent à un « loup hurlant ». Le tempo de la chanson change quand les paroles passent de l'apathie aux explosions émotionnelles.
Le titre vient de la chanson de blues « Nobody Knows You When You're Down and Out » écrite en 1923 par Jimmy Cox, reprise par Eric Clapton avec son groupe éphémère Derek and the Dominos en 1970,.
Lennon a dit que « Nobody Loves You (When You're Down and Out) »  serait une chanson idéale à chanter pour Frank Sinatra,,. Cela fait probablement référence au ton léthargique de la chanson. Le journaliste et critique de rock Paul Du Noyer affirme que « Nobody Loves You (When You're Down and Out) » a une « discrète sensation de fin de soirée » qui rappelle des chansons de Sinatra telles que « One for My Baby (and One More for the Road) » ou « In the Wee Small Hours of the Morning ».
Le juge chargé du procès intenté par Morris Levy contre Lennon pour les similitudes entre « Come Together » des Beatles (écrite par Lennon) et « You Can't Catch Me » de Chuck Berry a cité les paroles de « Nobody Loves You (When You’re Down and Out) », affirmant que les mots « tout le monde se bouscule pour un dollar et un sou » étaient une introduction idéale à l'affaire.

## Accueil
« Nobody Loves You (When You're Down and Out) » est qualifiée par l'auteur John Blaney de « chanson signature » du week-end perdu. Bielen et Urish affirment qu'il « capture l'essence d'un monologue intérieur à trois heures du matin, aux yeux troubles, à l'apitoiement sur soi, imbibé d'alcool », et qu'il contient « une certaine bravade et grandeur [...] qui rend la vacuité des vers et la rage impuissante des refrains éloquentes et poignantes ». Le journaliste Paul Du Noyer la qualifie de « ballade colossale » qui ne transpire « que la sincérité » alors qu'elle est « un témoignage tentaculaire du cynisme et de l'apitoiement sur lui-même de John ». Selon Chip Madinger et Mark Easter, Lennon avait « rarement écrit des mots plus honnêtes dans sa vie ». L'historien de la pop Robert Rodriguez fait l'éloge de la guitare solo « incroyablement fluide » de Jesse Ed Davis.

## Autres versions
La version de la chanson sur Menlove Ave. a des paroles alternatives et une instrumentation réduite au minimum. Par exemple, la ligne sur la version de Walls and Bridges « Je gratterai ton dos, tu poignardera le mien » a été remplacée par « Je gratterais ton dos, tu grattera le mien ». L'auteur John Blaney trouve cette version encore plus mélancolique que la version sur Walls and Bridges, affirmant que le sifflement de Lennon au début de la chanson donne à la version un « sentiment d'isolement solitaire » et que la guitare de Jesse Ed Davis « produit des gémissements palpables et des cris de désespoir ». Rogan trouve que la version sur Menlove Ave. semble « légère » par rapport à celle de Walls and Bridges, mais pense tout de même qu'elle constitue un « addendum intéressant au catalogue Lennon ».
La version sur John Lennon Anthology est encore différente, incorporant des instruments supplémentaires, y compris des claviers, des percussions et une guitare.

## Interprètes
Les musiciens qui ont joué sur l'enregistrement original sont les suivants: 
- John Lennon - chant, guitare acoustique ;
- Jesse Ed Davis - guitare électrique ;
- Klaus Voormann - basse ;
- Nicky Hopkins - piano ;
- Ken Ascher - orgue ;
- Jim Keltner - batterie ;
- Bobby Keys, Steve Madaio, Howard Johnson, Ron Aprea, Frank Vicari - Cor d'harmonie.